# کوین لی
کوین لی (انگلیسی: Kevin Lee؛ زادهٔ ۴ سپتامبر ۱۹۹۲) ورزشکار هنرهای رزمی ترکیبی اهل ایالات متحده آمریکا است. وی از سال ۲۰۱۲ میلادی تاکنون مشغول فعالیت بوده‌است.
دراوایل سال 2023، کوین لی اعلام کرد که در اواخر سال 2022 به اسلام گرویده است.